# Bessemer City
Bessemer City és una població dels Estats Units a l'estat de Carolina del Nord. Segons el cens del 2000 tenia 5.119 habitants.

## Demografia
Segons el cens del 2000, Bessemer City tenia 5.119 habitants, 2.009 habitatges i 1.436 famílies. La densitat de població era de 465 habitants per km².
Dels 2.009 habitatges en un 33,1% hi vivien nens de menys de 18 anys, en un 50,9% hi vivien parelles casades, en un 15,5% dones solteres, i en un 28,5% no eren unitats familiars. En el 23,3% dels habitatges hi vivien persones soles el 9,4% de les quals corresponia a persones de 65 anys o més que vivien soles. El nombre mitjà de persones vivint en cada habitatge era de 2,55 i el nombre mitjà de persones que vivien en cada família era de 2,98.
Per edats la població es repartia de la següent manera: un 25,6% tenia menys de 18 anys, un 9,5% entre 18 i 24, un 31,1% entre 25 i 44, un 21,9% de 45 a 60 i un 11,9% 65 anys o més.
L'edat mediana era de 34 anys. Per cada 100 dones de 18 o més anys hi havia 89,1 homes.
La renda mediana per habitatge era de 33.826 $ i la renda mediana per família de 39.759 $. Els homes tenien una renda mediana de 31.357 $ mentre que les dones 23.133 $. La renda per capita de la població era de 15.971 $. Entorn del 8,8% de les famílies i l'11,9% de la població estaven per davall del llindar de pobresa.

## Poblacions més properes
El següent diagrama mostra les poblacions més properes.